# Epos o Gilgamešovi
Epos o Gilgamešovi (z původního Bilgames – výhonek stromu mésu, tj. strom života; řecky Gilgamos) je epos z 2. tisíciletí př. n. l. líčící dobrodružství sumerského krále Gilgameše. Často je považován za nejstarší dochované epické dílo světové literatury.

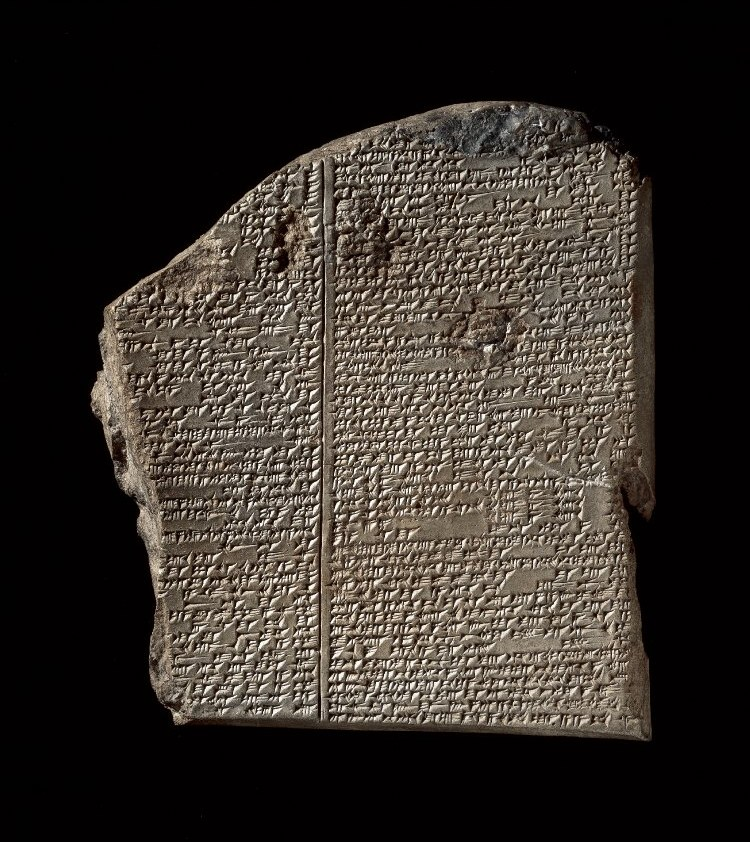
Tabulka s částí eposu psaná v akkadštině

## Původ

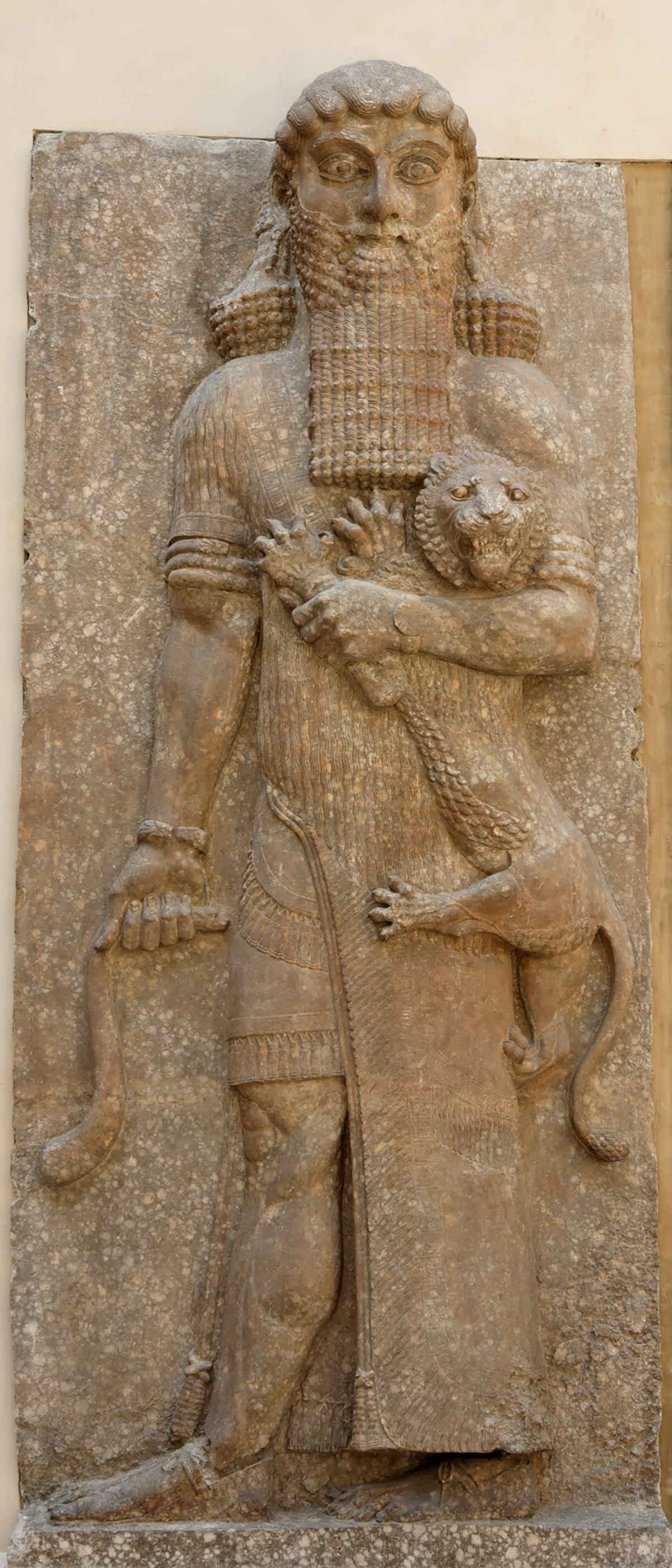
Gilgameš jako hrdina, Louvre

Ze sumerské literatury se Gilgames přesunul (již pod svým známějším jménem Gilgameš) do literatury akkadské. Obdobné eposy o Gilgamešovi můžeme najít i v chetitské literatuře a dalších mytologiích Předního východu. Překladem a úpravami tohoto díla docházelo k podstatným změnám, proto se některé verze mohou výrazně odlišovat.
Poslední zmínky o Gilgamešovi pocházejí z doby kolem roku 200 př. n. l., kdy Claudius Aelianus v knize Zvláštnosti zvířat popisuje nechtěného vnuka babylónského krále, ten byl hozen z hradeb, zachráněn orlem a vychován zahradníkem. V roce 165 př. n. l. se Gilgameš objevuje ve středoperských textech echejců a manichejců vztahujících se ke Gn 1–4 a k první knize Henochově. Dále Theodor bar Kóní považuje jakéhosi Gmígmóse za současníka Abraháma (7. století).

## Sumerská verze
Jedná se o pět epických skladeb, které vznikly přibližně kolem roku 2500 př. n. l. – dochované opisy pocházejí přibližně z let 2000 př. n. l. – 1700 př. n. l.

### Gilgameš a Akka
115 veršů zachovaných z Nippuru vypráví o Akkově (panovník z 1. dynastie Kiše) obléhání Uruku, důvodem tohoto obléhání byl pravděpodobně Akkův požadavek na kontrolu zavlažovacích kanálů Uruku, což tehdy prakticky znamenalo nadvládu nad městem. O splnění tohoto požadavku se radilo „Shromáždění starších v Uruku“, které se rozhodlo splnit Akkova ultimáta, ale „shromáždění mladších bojovníků“ se rozhodne bojovat. V souladu s rozhodnutím shromáždění mladších bojovníků se Enkidu rozhodne nejprve vyjednávat (vyjednávání vede Gilgamešův královský velitel Birchurtura). Po neúspěchu tohoto jednání se urucké vojsko v čele s Enkiduem pokusí dostat z obležení. Následná bitva je z uruckého pohledu úspěšná především proto, že se na hradbách objeví Gilgameš.
Při této bitvě je Akka zajat, ale Gilgameš ho zcela nečekaně nezabije, ale za nějakou neznámou službu z minulosti ho propustí. Tento příběh se v pozdějších (časově následujících) mýtech nikde neobjevil a je znám pouze v této verzi.

### Gilgameš a Chuvava
Sumerská epická skladba známá ve dvou verzích (základní text má 202 veršů), která se zachovala v několika desítkách opisů z mnoha mezopotámských měst. Děj začíná v Uruku, kde se Gilgameš s Enkiduem připravují na tažení proti Chuvavovi (též Chuwawa, Chumbaba, Chubibi). Na toto tažení se připravují, protože Gilgames viděl po Eufratu plavat mrtvoly (druhá verze říká, že měl sen), v obou případech se lekl smrti a toto tažení mu mělo zajistit nesmrtelnost (jinde slávu). Na tuto výpravu si vzali padesát průvodců, jednalo se o svobodné občany města Uruku, kteří neměli co ztratit (podle druhé verze šlo o vojáky).
Gilgameš to oznámil napřed slunečnímu bohu Utovi (Šamaš, Šamšu), který mu dal (půjčil) sedm démonických bratrů. Po dlouhé cestě (překonal sedmero hor) dorazil k cíli, kde začal kácet vybraný cedr. Když to zjistil Chuvava, poslal na ně svého pomocníka, který je uspal. Chvíli poté se probudil Enkidu, ten probudil Gilgamese a začal mu rozmlouvat snahu zabít Chuvavu. Gilgameš však Enkidua přemluvil, aby výpravu nevzdávali. Tak došli až k Chuvavovi, který stál před svým domem. Tam z něj podvodně (Gilgameš mu slíbil své dvě sestry za ženy) vylákali jeho sedm ochranných září a tím byl Chuvava bezmocný. Gilgames ho nejprve nechtěl zabít, ale Enkidu řekl, že by se vystavovali velkému riziku a usekl mu hlavu. Tuto hlavu odnesli Enlilovi, ten se na ně rozzlobil a záře rozdělil různým přírodním silám. Tato skladba ovlivnila akkadskou a chetitskou literaturu. Pravděpodobně vznikala v době, kdy sumerští vládci podnikali válečné výpravy pro cedrové dřevo, které bylo v Sumeru velmi ceněné.

### Gilgameš a nebeský býk
Epická skladba, zachovaná v několika fragmentech, měla přibližně 140 veršů. Zde je popisováno setkání Gilgamese s bohyní Inannou (Ištar), kterou tak zaujal, že mu nabídla manželství (někde se jednalo spíše o známost). Gilgames ji odmítl (vypočítával jí bývalé milence a říkal, co s nimi udělala), čímž ji urazil, ta se obrátila na svého otce – boha Ana, aby poslal proti Uruku a Gilgamesovi nebeského býka (sum. Gugalanna, gug-anna, akk. alap šami), ten jí po přemlouvání a vyhrožování vyhověl. Anuovi se nejprve nechtělo býka proti Gilgamesovi posílat, protože měl Gilgamese rád, namítal, že tím sešle na lidstvo neúrodu na sedm let a zda Inanna udělala dostatečné zásoby, protože za vinu jednoho nemohou trpět všichni, teprve po jejím ujištění, že tak učinila, jí vydá býka.
Inanna poté, i s nebeským býkem, dorazila k Uruku, kde býk začal řádit. Gilgames, který zrovna hodoval, se o tom dozvěděl, a vydal se s Enkidem proti němu. Společně ho porazili a po přihlížející Inanně hodil kýtu (někdy i hlavu, jinde přirození, někde hází Enkidu), ta se pak rozplakala a pak Gilgamese proklela. Zbytek býka v některých verzích věnoval sirotkům, jinde věnoval hlavu svému otci – (Lugulbandovi).

V ninivské verzi eposu je tato verze součástí tabulky č. VI. Je poměrně zvláštní jak zde Inanna vystupuje, protože ostatní fungování této bohyně v mytologii bylo jiné – kladné, z toho lze usuzovat, že tato část vznikala v době, kdy bylo potřeba omezit kult Inanny.

### Gilgameš, Enkidu a podsvětí
Sumerská epická skladba, která má přes 300 veršů, zachovala se v několika verzích, které se v některých ohledech neshodují a někdy si i protiřečí.
Dílo začíná vylíčením dávnověku, kdy bohové vládli společně zemi a vesmíru. Na břehu Eufratu vyrostl strom chuluppu (chalub, některé prameny uvádějí vrba, jiné dub, výjimečně také topol), který vyvrátil jižní vítr a ten se pak plavil po řece. Strom našla bohyně Inanna, vylovila ho a zasadila ho ve své zahradě v Uruku. V koruně tohoto stromu se usadill pták-démon Anzu, v kořenech had a v kmeni větrná žena (Lilú, lilou, akk. lilitu, pozdější hebr. Lilith) – to bylo špatně. Bohyně Inanna si totiž z tohoto stromu chtěla udělat trůn a lůžko a tyto bytosti ji v tom vadily, požádala o pomoc boha Utu, který ji nevyhověl, proto se rozhodla požádat Gilgamese, který zabil hada a vyhnal Anzua a Lilúu. Poté vyvrátil strom, osekal větve a kmen věnoval bohyni (v jiných verzích bohyni prostě vadily, ač se stromem neměla žádné plány – strom pak dala Gilgamešovi celý), z větve si udělal palici a z pařezu kouli (nebo také buben a paličku, existují i jiné výklady, co mohl udělat, přesný výklad není znám, každopádně se jednalo o magické předměty). Kouli pak odpaloval palicí, tomuto sportu se spolu s dalšími mladíky z Uruku věnoval velice náruživě a místní dívky a ženy jim musely nosit vodu a chleba (další možností je, že paličkou a bubínkem honil urucké muže do práce a ti pak nebyli schopni plnit manželské povinnosti), proto si stěžovali bohům (nebo bohové slyšeli jejich nářek) a tyto předměty propadly podsvětí.
Enkidu se nabídl, že předměty z podsvětí vynese, ale nedodržel pravidla podsvětí (vše se musí dělat obráceně), a proto musel v podsvětí zůstat. Gilgameš chtěl svého přítele zachránit, proto se obrátil na pomoc k bohům (Enlil, Nanu a Enki), jeho prosba se nakonec dostala až k Utuovi a Enkidu vyletěl komínem ven z podsvětí (jinde otevřel zemi a on z podsvětí vylezl). Neví se zda vyletěl on, jeho duch, možná jeho stín, ani se neví, zda se vrátil napořád (vzhledem k ostatním mýtům této oblasti dost nepravděpodobná varianta) nebo na nějaký čas, či za nějakým účelem. Enkidu se poté setká s Gilgamešem a vypráví mu, jak se daří zemřelým lidem, což se liší podle jejich zásluh (nejlepší je smrt vojáka, jinak též počet dětí, rozhoduje též, jak se o ně starají pozůstalí a jak oni se starali o předky, atp.) Gilgameš v závěru koná smuteční obřady za své rodiče (je zde naznačeno, že zemřela i jeho matka, ale ta by měla být bohyně).
Část tohoto příběhu je obsažena ve XII. tabulce akkadské verze tohoto eposu.

### Gilgamešova smrt
Sumerský epos, obsahuje 305 veršů, z tohoto eposu se zachovalo několik menších částí v Ninive. Tento epos líčí poslední dny Gilgamešova života. Gilgameš je již těžce (nevyléčitelně) nemocen a zdá se mu sen. V tomto snu je na shromáždění bohů, kteří probírají jeho slavné činy, nakonec konstatují, že nemůže získat nesmrtelnost, ale že se po smrti stane správcem podsvětí a jako takový že bude dohlížet na zemřelé, rozhodovat jejich pře, atp. Jelikož se tento sen opakoval, požádal Gilgameš rádce o vysvětlení. Ti mu řekli, že zemře a stane se jedním z bohů Anunnakú. Gilgameš stále nebyl smířen se smrtí, poté následuje neznámá část textu a pak se znovu setkal s Enkim (pravděpodobně ve snu) a se smrtí se smíří. Svolá všechny urucké dělníky a poručí jim, aby v odvodněném Eufratu postavili hrobku, kam je uložen i se svým doprovodem (dvořani, manželky) a dary, poté jsou dveře zapečetěny a Eufrat se vrátil do svého koryta. Tato část byla po roce 1500 př. n. l. zcela zapomenuta, v akkadské verzi je již zcela vynechána.

## Akkadská verze
Akkadská verze eposu o Gilgamešovi vznikla na základě Sumerských mýtů a eposů, ze kterých byly vybrány Akkadům známé části a ty pak byly spojeny do jednoho eposu. Toto spojení je někdy poněkud křečovité a návaznost děje mezi jednotlivými mýty (kapitolami) je někdy velmi chatrná, přesto lze říci, že se podařilo vytvořit jednotný celek na kterém je patrné, že předloha byla psána v různých dobách a různými lidmi. Poté tento epos prošel složitým vývojem, jeho podoba se ustálila kolem roku 1200 př. n. l., kterou sepsal Sín-leke-uníní (babylónský kněz). Tato tzv. „kánonická podoba“ vydržela až do poslední opisů, které jsou známy (asi 250 př. n. l.). Je na dvanácti tabulkách a obsahuje zhruba 3000 veršů.
Většina nalezených částí pochází z Ninive z knihovny krále Aššurbanipala, chybějící části byly doplněny z Chetitských a jiných akkadských knihoven. V akkadštině se epos jmenoval „Ten, jenž hlubinu zřel“ (ša nagba ímuru – dle překladu L. Matouše)

### I. tabulka
Gilgameš, vládce Uruku tyranizuje své poddané, svými přehnanými stavitelskými plány a také tím, že obtěžuje urucké ženy. Ti naříkají a stěžují si k bohům, kteří stvoří divokého člověka Enkidua a ten má zbavit urucké obyvatelstvo útlaku. Enkidua stvoří z hlíny bohyně Aruru. Tato tabulka končí Gilgamešovými sny, které jsou Gilgamešovými rádci vyloženy tak, že mu přijde silný partner.

### II. tabulka
Enkidu žije ve stepích a horách s divokou zvěří a ničí lovcům pasti. Lovec si stěžuje Gilgamešovi, který lovci poradí, aby k napajedlu přivedli krásnou nevěstku Šamchat (akkadsky smyslná, dobře rostlá), která Enkidua svede a poté i zcivilizuje (milují se šest dní a sedm nocí). V Uruku se Enkidu setká s Gilgamešem, se kterým se utká v boji, a poté, co zjistí, že jejich síly jsou vyrovnané, spřátelí se. (Není jasné, kde se v Uruku setkali. Podle některých verzí Enkidu Gilgameše potkal, když šel za milenkou. Podle jiné verze se střetli u brány, když Enkidu přicházel) 

Brzy poté se rozhodnou, že spolu podniknou výpravu proti Chumbabovi (Chuvava, Chuwawa). Rádci je od tohoto nápadu zrazují.

### III. tabulka
Zde se Gilgamešovi rádci smíří s plánem jejich výpravy a dávají mu rady. Gilgameš se nejprve radí s královnou – bohyní Ninsunou (Ninsumunnou), královna obětuje bohovi Šamašovi a dá jim cenné rady.

### IV. tabulka
Tato tabulka je ve velmi špatném stavu a některé části této tabulky jsou zcela nečitelné.[zdroj?] Zde se Gilgameš s Enkiduem sami vydají na cestu (poloha cedrového lesa není známa, ale mnozí badatelé se domnívají, že ležel v Libanonu).

O cestě se kvůli poškození neví téměř nic, ale na konci tabulky má Gilgameš sny (někdy dva, jindy tři), které Enkidu vyloží tak, že výprava bude úspěšná.

### V. tabulka
Zde výprava dorazí až do cedrového lesa, kdy začnou kácet vybraný cedr (je zde velice pečlivě popsán les). Brzy k nim dorazil Chumbaba nejprve se jim posmíval a pak je chytil do rukou a chtěl je pustit do propasti. V této chvíli se do věci, na základě Gilgamešovy modlitby, vložili bohové – především Šamaš a seslali na Chumbabu vítr, který mu zabránil v pohybu a zachytl padajícího Gilgameše a Enkidua. Chumbaba je poté prosí o milost, ale když se chce Gilgameš slitovat, Enkidu mu to rozmluví a zabije ho. Pak mu useknou hlavu, kterou na voru dopraví do Uruku.

### VI. tabulka
Po návratu z výpravy se do Gilgameše zamiluje Ištar (Inanna), ten ji odmítne poměrně neuctivým způsobem (vyjmenovává milence, které Ištar poté, co se jich nabažila od sebe odehnala). To Ištar urazilo a obrátila se na svého otce Ana, aby ji dal strašného nebeského býka (Alú). An váhá s vydáním býka, ale poté, co Ištar začne vyhrožovat, že vypustí mrtvé z podsvětí a slíbí, že zajistila dost potravy pro všechny, aby netrpěli poté, co nebeský býk zničí zemi, vydal ji An býka. Býk začal pustošit okolí Uruku. Gilgameš a Enkidu s ním svedli boj, ve kterém ho zabili. Poté mu vytrhli srdce a dali ho Šamašovi. Když to uviděla Ištar, řekla Gilgamešovi, aby se obával její pomsty, když to zaslechl Enkidu, hodil po ní kýtu ze zabitého býka (někdy přirození) a Ištar zmizela. Poté to oslavili.

### VII. tabulka
Tato tabulka se zachovala ve velmi špatném stavu, proto byl text doplněn na základě chetitských pramenů.

Ištar se odebrala na radu bohů, kde si stěžovala, bohové rozhodli, že za své činy (zabití Chumbaby a hození kýty – přirození – po Ištar) musí jeden z nich zemřít, jejich volba padne na Enkidua, což ihned ve snu sdělí Gilgamešovi (podle jiných verzí se sen zdá Enkidovi).
Enkidu se potom různě zlobí především na Šamchat, nakonec však Šamchat odpustí. Poté onemocní a znovu se mu zdá o smrti a o tom, jak půjde do podsvětí.

### VIII. tabulka
Zde nejprve Gilgameš u nemocného Enkidua vyjmenovává, kdo všechno pro něj bude plakat, poté se Enkidu naposled probudí, lituje, že nemůže zemřít smrtí válečníka. Brzy na to zase usne, Gilgameš k němu mluví, ale Enkidu zemře. Gilgameš poté vykřikne a jeho výkřik je slyšet po celém světě. 

Zbývající část tabulky je poškozena, ze zachovalých částí se usuzuje, že jsou zde popisovány smuteční obřady a příprava na pohřeb. Podle sumerské verze Gilgameš přítele oplakával šest dní a sedm nocí, během této doby se nemyl, nejedl a nepil, zdá se být velmi pravděpodobné, že tato část byla také v akkadské verzi.

### IX. tabulka
Gilgameš dostane strach ze smrti, neboť má pocit, že vše je marné. Opustí Uruk a bloudí pološílený děsem ze smrtelného konce krajinou. Tím se pravděpodobně navrací do míst, odkud přišel Enkidu – jaký to mělo význam, není jasné. Nakonec se rozhodne, že půjde k Utnapištimu, (Utanapištim, Uta-napištim) který přežil potopu světa a zná tajemství nesmrtelnosti. Od něho se dozví, že se musí dostat k hoře Mašu, ke které vede velmi nebezpečná cesta. Bránu u hory Mašu střeží Girtablilu (lidé-štíři), kteří se ke Gilgamešovi chovají zpočátku nepřátelsky, ale on je pak přesvědčí, aby ho pustili dál. Oni mu ještě řeknou, že půjde dvanáct dvouhodin temnotou (tato cesta je velmi dramaticky popisována). Gilgameš jde stanoveným časem močálem beznaděje až dojde do zahrady, jejíž popis se zachoval pouze z části, ale z popisu vyplývá, že se zde nacházely stromy z (polo)drahokamů, které rodily ovoce. Ze zahrady je vidět moře (pravděpodobně Středozemní).

### X. tabulka
Zde se Gilgameš seznámí se Siduri (šenkýřka bohů), které v této zahradě žije. Ta Gilgameše zpočátku nepozná a dokonce se ho obává, ale pak s ním promluví a zjistí co je zač. Ptá se Gilgameše jak to, že takto vypadá (je důležité si uvědomit, že se od smrti Enkidua nemyl a že byl oblečen do lví kůže) – on jí vylíčí svá dobrodružství (od smrti Enkidua, včetně) a ptá se jí, jak se dostane k Utnapištimu, ona se mu to snaží rozmluvit říká, že zde není přívoz a že co ona pamatuje, tak moře překročil pouze Šamaš. Poté mu poradí, aby vyhledal Uršanabiho (převozník přes vody smrti). Gilgameš ho najde – ten se ho ptá, proč vypadá, jak vypadá, on mu to opět vysvětlí. Pak je velmi špatně zachovalá část, někteří badatelé se domnívají, že se s Uršunabim poperou, ale dohodnou se, že ho převeze. Gilgameš musí nařezat 300 třicetimetrových tyčí, když to učiní, vyplují a odstrkují se tyčemi – pokaždé jinou, aby mu voda nepokapala ruce. Konec tabulky je opět ve špatném stavu, ale ze zachovalé části vyplývá, že je Utnapištim zpozoruje, a opakuje se část dotazování, proč takto vypadá. Pak Utanapištim Gilgamešovi vysvětlí smrt.

### XI. tabulka (tzv. tabulka o potopě)
Gilgameš se hned zpočátku ptá, jak je možné, že si jsou tolik podobní a jeden z nich je smrtelný a druhý ne (oba jsou ze 2/3 bozi). Uta-napištim mu odvypráví mýtus o potopě (tento příběh lze najít v několika dalších akkadských a sumerských textech, sem byl pravděpodobně zařazen, aby se text lépe vypravěčům vyprávěl): bohové se rozhodnou seslat na lidstvo potopu, Ea to prozradí Uta-napištimu a pošle mu poselství po „rákosové chýši“, ten sestaví, podle přesného návodu loď, na kterou vezme vše, co má (všechny příbuzné, zvířata, stříbro a zlato), poté šest dní a sedm nocí prší, ze světa se stane obrovský močál. Po ukončení dešťů Uta-napištim vypustí holubici, pak vlaštovku – ty se vrátí zpět, nakonec to zkouší s havranem – ten se nevrátí, což naznačuje, že voda již opadla. Enlil poté udělá Uta-napištima a jeho ženu nesmrtelnými. Uta-napištim říká Gilgamešovi, že musí podstoupit zkoušku nesmrtelnosti tj. nespat šest dní a sedm nocí. Gilgameš v této zkoušce neobstojí a ihned usne, že spal sedm nocí, uvěří až podle chlebů, které mu každé ráno dávali k hlavě.

Gilgameš se rozhodne zanechat svého honu na nesmrtelnost, ale Uta-napištimu mu prozradí tajemství bohů: na dně moře roste rostlina omlazení, Gilgameš ji získá, ale na zpáteční cestě mu ji sežere had. Na konci pochopí, že cíl není v nesmrtelnosti, a chlubí se Uršanabimu, který ho doprovází, hradbami, jež nechal kolem Uruku vystavět.
Tato tabulka neúplně popisuje starší mýtus o Atrachasísovi.

### XII. tabulka
Tato tabulka byla k eposu přidána na základě sumerských tabulek, do eposu nezapadá a i její umístění je špatné, neboť v této tabulce vystupuje živý Enkidu, který zemřel na konci VII. tabulky, což je jedno z výrazných narušení děje v této tabulce. Za autora této tabulky je považován písař (alespoň je to na ní napsáno) Nabú-zukup-kénu, což byl pravděpodobně písař, astronom a kněz u dvora Sargona II.

Zde Gilgameš vytvoří ze dřeva dva magické předměty (pukku a mekku), ty pro stížnosti uruckých žen spadnou do podsvětí, odkud se je Enkidu pokusí vynést, sestoupí proto do podsvětí, ale neřídí se Gilgamešovými pokyny, poruší zákony podsvětí (mj. dělat vše obráceně) a musí zůstat v podsvětí. Gilgameš poté prosí bohy, aby Enkidua propustili, a ten je nakonec propuštěn. Není jasné, zda byl propuštěn pouze na nějaký čas, nebo zda tam za něj musel někdo jít, což bylo v Akkadsko-sumerské mytologii poměrně běžné. Jisté je, že se setká s Gilgamešem a líčí mu, jak bídně se žije v podsvětí.

## Další známé verze
Kromě těchto verzí se našla celá řada stejných nebo podobných verzí v několika sumerských a akkadských městech, další verze byly nalezeny ve sbírkách chetitských králů. Některé části eposu byly nalezeny dokonce v Turecku, Palestině a Sýrii. Tyto texty pocházejí vesměs z 16.–12. století př. n. l., většinou jde o fragmenty, nebo zkrácené verze. V některých takto nalezených částech lze pozorovat úpravy pro místní podmínky.

### Vydání
- Epos o Gilgamešovi. Přel. L. Matouš. Praha: Mladá fronta, 1997 – 148 s. ISBN 80-204-0281-0
- Epos o Gilgamešovi. Přel. Prosecký, Hruška a Rychtařík. Praha: Lidové noviny, 2003 – 410 s. ISBN 80-7106-517-X
- Epos o Gilgamešovi. Přel. L. Matouš. Praha: Garamond, 2018 – 192 s. ISBN 978-80-7407-427-1